# Haustrinae
Haustrinae là một phân họ ốc biển, là động vật thân mềm chân bụng sống ở biển trong họ Muricidae, họ ốc gai.

## Chi
Genera thuộc phân họ Haustrinae bao gồm:
- Bedeva Iredale, 1924[1]
- Haustrum Perry, 1811[2] - đồng nghĩa: Lepsiella Iredale, 1912; Lepsithais Finlay, 1928